# Colonia Lázaro Cárdenas, Yecuatla
Colonia Lázaro Cárdenas är en ort i Mexiko.   Den ligger i kommunen Yecuatla och delstaten Veracruz, i den sydöstra delen av landet, 250 km öster om huvudstaden Mexico City. Colonia Lázaro Cárdenas ligger 505 meter över havet och antalet invånare är 212.
Terrängen runt Colonia Lázaro Cárdenas är kuperad norrut, men söderut är den bergig. Runt Colonia Lázaro Cárdenas är det ganska tätbefolkat, med 166 invånare per kvadratkilometer. Närmaste större samhälle är Misantla, 10,2 km nordväst om Colonia Lázaro Cárdenas. Omgivningarna runt Colonia Lázaro Cárdenas är en mosaik av jordbruksmark och naturlig växtlighet.